# Monarto Zoo

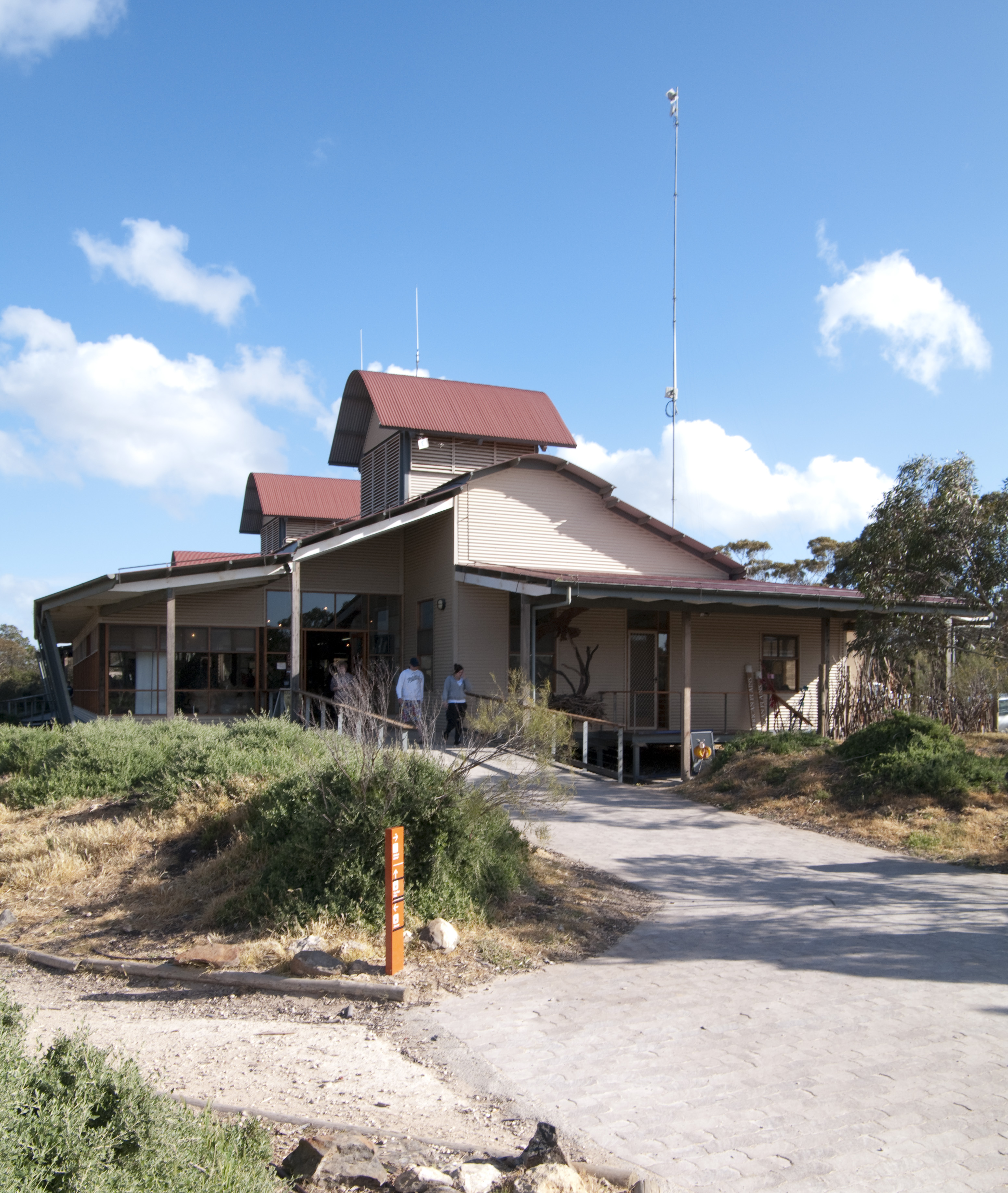
Bezoekerscentrum

Monarto Zoo is een dierentuin in het Australische plaatsje Monarto South. Het park wordt beheerd door de Royal Zoological Society of South Australia en heeft een samenwerking met Adelaide Zoo. Het park is het grootste Wildlife Dierenpark van Australië met een oppervlakte van 1000 ha. Er zijn een aantal manieren om het park te doorkruisen, te voet door middel van een wandelsafari of met een safaribus. Het park beschikt over de allereerste Zuidelijke witte neushoorn in een dierentuin en de grootste girafkudde van Australië.

## Geschiedenis
Het park werd in 1983 als voor-publiek-gesloten-dierentuin opgericht met als doel een broeigebied voor bedreigde diersoorten te zijn. In 1990 werd een studie gedaan over de haalbaarheid om het park open te stellen voor publiek. In 1993 werd het park opengesteld voor publiek voor educatieve inrichting met bus-en wandeltochten.
In het park zijn vijf grote leefgebied exposities ingericht. Waaronder de Aziatische steppen, het dorre noorden van Afrika, Afrikaanse vlaktes en Aziatische graslanden. Het park is omringd door ongediertebestendig hekwerk om het leefgebied van de dieren zo zelfstandig mogelijk te houden. Het gebied wordt niet geïrrigeerd om te bezuinigen op het waterverbruik en erosie in de semi-aride regio en er wordt vooral gebruikgemaakt van inheemse flora. De wegen en wandelpaden zijn gemaakt van lokaal materieel voor zo weinig mogelijk onderhoud en voor de mogelijkheid om te integreren in de omgeving mocht dat nodig zijn. Afvalwater wordt gerecycled en zoveel mogelijk zonne-energie wordt gebruikt voor schrikdraad behoeften.

## Diersoorten
Het park heeft 25 verschillende diersoorten, waarvan het overgrote deel bestaat uit zoogdieren.

### Zoogdieren
- Addax
- Afrikaanse leeuw
- Afrikaanse wilde hond
- Algazel
- Amerikaanse bizon
- Axishert
- Bongo
- Cheetah
- Chimpansee
- Damhert
- Geelvoetkangoeroe
- Gevlekte hyena
- Giraffe
- Indische antilope
- Manenschaap
- Przewalskipaard
- Reuzenelandantilope
- Stokstaartje
- Tasmaanse duivel
- Waterbok
- Zebra
- Zuidelijke witte neushoorn
- Zwarte neushoorn

### Vogels
- Struisvogel
- Thermometervogel